# 에디타 빌케비추테
에디타 빌케비추테(리투아니아어: Edita Vilkevičiūtė, 1989년 8월 2일 ~ )는 리투아니아의 모델이다.